# Санта Марија ла Карита
Санта Марија ла Карита (итал. Santa Maria la Carità) је насеље у Италији у округу Напуљ, региону Кампанија.
Према процени из 2011. у насељу је живело 11210 становника. Насеље се налази на надморској висини од 30 м.

## Становништво
| 1931. | 1936. | 1951. | 1961. | 1971. | 1981. | 1991.  | 2001.  | 2011.  |
| ----- | ----- | ----- | ----- | ----- | ----- | ------ | ------ | ------ |
| 3.340 | 3.695 | 4.532 | 4.806 | 5.698 | 8.111 | 10.135 | 10.860 | 11.726 |